# Ponton
Ponton è una frazione di Sant'Ambrogio di Valpolicella in provincia di Verona ubicata a circa 18 km dal capoluogo di provincia.

## Collocazione
Ponton paese è posto al confine della Valpolicella. A nord confina con la Val d'Adige, a ovest con il comune di Cavaion Veronese e ad Est con il comune di Pescantina.
Si trova a circa 8 km dal Lago di Garda e questa sua particolare posizione, posta praticamente al centro tra Verona e il Lago di Garda, ne fa una zona con una buona quotazione edilizia.

## Storia
Il paese deve il suo nome al ponton che, in tempi antichi, era la barca usata per trasportare i marmi dal paese di Cavaion, all'epoca Cavajon (dove c'erano cave di marmo) fino a Sant'Ambrogio dove venivano lavorati. Il paese è dedicato a Santa Maria Maddalena e conta circa 1 500 abitanti.

## Monumenti e luoghi d'interesse

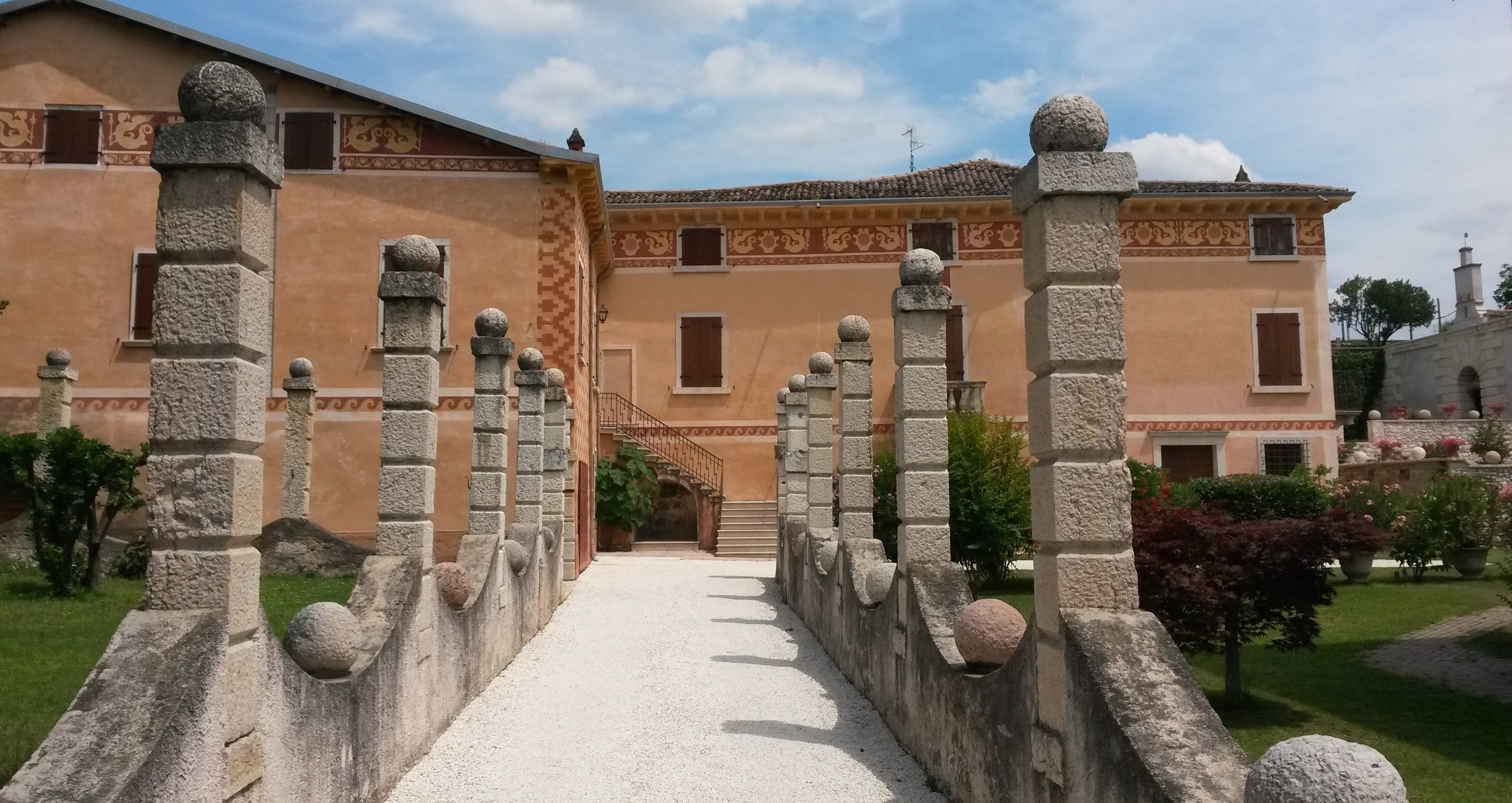
Villa Nichesola-Conforti, Ponton di Sant'Ambrogio di Valpolicella.

- Oasi naturalistica Oasi-Ponton, zona di protezione di 71 ettari di flora e fauna lungo le rive del fiume Adige, dichiarata con legge regionale e provinciale. Sito per passeggiate nella natura, è da tempo studiata dal punto di vista paesaggistico ed idrologico.
- Mostra permanente "L'Adige. memoria e collegamento di genti e civiltà, e la sua navigazione dal Medio Evo al XX secolo”. Visite su prenotazione.
- Villa Nichesola-Conforti, con affreschi di Paolo Farinati (XVI secolo).
- Chiesa a Santa Maria Maddalena (XV secolo)
- Ex ospedale neuropsichiatrico, ubicato in prossimità del fiume Adige (XIX secolo)

## Sport

### Ciclismo
A Ponton si è disputato, fino al 2019, il Memorial Guido Zamperioli, gara ciclistica riservata agli Under 23; nell'albo d'oro dei vincitori figurano i nomi di alcuni giovani corridori divenuti poi professionisti quali Daniele Colli, Daniel Oss, Simone Ponzi, Jacopo Guarnieri, Sonny Colbrelli e Stefano Oldani.